# Roar (Banda Musical)
Roar (estilizado como ROAR ) es un proyecto musical solista estadounidense del músico Owen Richard Evans, radicado en Arizona. Comenzó el proyecto en 2010 con el lanzamiento del playlist extendido I Can't Handle Change. Desde entonces, Evans ha lanzado dos obras extendidas más y tres álbumes de estudio bajo el nombre.

## Historia
Evans fue anteriormente miembro de la banda Asleep in the Sea junto a Tom Filardo y Eli Kuner. La banda debutó en 2004 y abrió para The Spinto Band en 2005, pero se disolvió tres años después, en 2007, Evans regresó a la escena musical en 2010, creando Roar y lanzando la obra extendida debut del proyecto, I Can't Handle Change. El EP fue una respuesta a la disolución de Asleep in the Sea. La segunda obra extendida de Roar, Daytrotter Session, se lanzó el 26 de febrero de 2011.
El tercer juego extendido de Roar, I'm Not Here to Make Friends (No estoy para hacer amigos), fue lanzado el 28 de febrero de 2012 y fue el único lanzamiento del proyecto bajo Really Records.
El álbum de estudio debut de Roar, Impossible Animals, fue lanzado de forma independiente el 27 de marzo de 2016. Durante 2016, Evans se unió a la banda Andrew Jackson Jihad, que luego pasó a llamarse AJJ, como su baterista. El segundo álbum de estudio de Roar, Pathétique Aesthétique, fue lanzado el 5 de julio de 2018.
En 2019, la canción principal de I Can't Handle Change, que es Chirstmas Kids ganó popularidad en Internet, especialmente en las aplicaciones para compartir medios TikTok. El 30 de marzo de 2021, se lanzó el tercer álbum de estudio de Roar, Diamond Destroyer of Death. Evans dejó AJJ durante 2021.
En 2023, "Christmas Kids", una canción de I Can't Handle Change, se volvió viral en TikTok. La popularidad de la canción la llevó a aparecer en las listas de Irish Singles Chart y  de UK Singles Chart en el puesto 45 y 58, respectivamente; Las entradas marcaron la primera aparición de Roar en cualquier lista musical internacional. La canción describe la relación abusiva entre Phil Spector y su esposa Ronnie.

## Discografía

### Álbumes de estudio
| Título                                                            | Detalles del álbum                                                                                        |
| ----------------------------------------------------------------- | --- |
| Impossible Animals (Animales imposibles)                          | - Publicado: 27 de marzo de 2016 - Etiqueta: Autoeditado - Formato: LP, descarga digital, streaming       |
| Pathétique Aesthétique (Patética estética)                        | - Publicado: 5 de julio de 2018 - Etiqueta: Autoeditado - Formato: LP, descarga digital, streaming        |
| Diamond Destroyer of Death (Destructor de diamantes de la muerte) | - Publicado: 30 de marzo de 2021 - Etiqueta: Autoeditado - Formato: LP, descarga digital, streaming       |
| Knives for Aries (Cuchillos para Aries)                           | - Publicado: 2 de mayo de 2024 - Etiqueta: Felt Forest Records - Formato: LP, descarga digital, streaming |

### Álbumes recopilatorios
| Título                                                | Detalles del álbum                                                                              |
| ----------------------------------------------------- | ----------------------------------------------------------------------------------------------- |
| Demos and Voice Memos (Demostraciones y notas de voz) | - Publicado: 12 de enero de 2019 - Etiqueta: Autoeditado - Formato: Descarga digital, streaming |

### Álbumes en vivo
| Título                                                | Detalles del álbum                                                                            |
| ----------------------------------------------------- | --------------------------------------------------------------------------------------------- |
| Live in the Secret Garden (Vive en el jardín secreto) | - Publicado: 8 de mayo de 2018 - Etiqueta: Autoeditado - Formato: Descarga digital, streaming |

### Playlists extendidas
| Título                                                                                      | Detalles del EP                                                                                      |
| ------------------------------------------------------------------------------------------- | --- |
| No puedo manejar el cambio                                                                  | - Publicado: 14 de marzo de 2010 - Etiqueta: Autoeditado - Formato: Descarga digital, streaming      |
| Daytrotter Session (Sesión de trotamundos)                                                  | - Publicado: 26 de febrero de 2011 - Etiqueta: Autoeditado - Formato: Descarga digital, streaming    |
| No estoy aquí para hacer amigos                                                             | - Publicado: 28 de febrero de 2012 - Etiqueta: Really Records - Formato: Descarga digital, streaming |
| Recorded at a Record Store 2 (Grabado en una tienda de discos 2) (con Andrew Jackson Jihad) | - Publicado: 15 de abril de 2015 - Etiqueta: Maniquí SideOne - Formato: Descarga digital, streaming  |

### Canciones registradas
| Título           | Año  | Posiciones pico en el gráfico | Posiciones pico en el gráfico | Álbum                 |
| Título           | Año  | Irlanda                       | Reino Unido                   | Álbum                 |
| ---------------- | ---- | ----------------------------- | ----------------------------- | --------------------- |
| "Christmas Kids" | 2010 | 45                            | 58                            | I Can't Handle Change |